# Équipe de France de football en 1924
Chronologie
Saison précédente Saison suivante
L'équipe de France joue sept matches en 1924 pour deux victoires et cinq défaites. 
La France participe au tournoi de football des JO de Paris et est éliminée en quart de finale par l'Uruguay futur champion olympique. 
Jusqu'à la fin des JO, un entraineur fédéral (Griffiths) est adjoint aux sélectionneurs.
Maurice Bigué et Henri Bard entrent au Comité de sélection.

## Les matchs
| Date             | Stade                                           | Adversaire | Score | Comp | Buteurs français                                               |
| 13 janvier 1924  | Stade Buffalo Paris, France                     | Belgique   | V 2-0 | A    | Gross (43e) & Rénier (49e)                                     |
| 23 mars 1924     | Stade des Charmilles Genève, Suisse             | Suisse     | D 0-3 | A    | -                                                              |
| 17 mai 1924      | Stade Pershing Paris, France                    | Angleterre | D 1-3 | A    | Dewaquez (58e)                                                 |
| 27 mai 1924      | Stade de Paris Saint-Ouen, France               | Lettonie   | V 7-0 | JO   | Crut (17e, 28e & 55e), Nicolas (25e & 50e) & Boyer (71e & 87e) |
| 1er juin 1924    | Stade olympique Yves-du-Manoir Colombes, France | Uruguay    | D 1-5 | JO   | Nicolas (12e)                                                  |
| 4 juin 1924      | Stade de la Cavée Verte Le Havre, France        | Hongrie    | D 0-1 | A    | -                                                              |
| 11 novembre 1924 | Stade du Daring club Molenbeek, Belgique        | Belgique   | D 0-3 | A    | -                                                              |

A : match amical. JO : Jeux Olympiques de 1924

## Les joueurs
| Joueurs                                                                |     |    |    |    |    |     |    |
| Gardiens de but                                                        |     |    |    |    |    |     |    |
| Pierre Chayriguès (Red Star Club)                                      | 90  | 90 | 90 | 90 | 90 |     |    |
| Maurice Cottenet (Olympique de Paris)                                  |     |    |    |    |    | 90  | 90 |
| Défenseurs                                                             |     |    |    |    |    |     |    |
| Édouard Baumann (CA Sports Généraux) (dernières sélections)            | 90  | 90 | 90 | 90 |    |     |    |
| Bernard Lenoble (Havre AC) (uniques sélections)                        | 90  | 90 |    |    |    |     |    |
| Ernest Gravier (FC Sète) (dernières sélections)                        |     |    | 90 | 90 | 90 |     | 90 |
| Jacques Canthelou (FC Rouen) (1resélection)                            |     |    |    |    |    | 90  | 90 |
| Léon Huot (CA Vitry) (3esélection)                                     |     |    |    |    |    | 90  |    |
| Milieux                                                                |     |    |    |    |    |     |    |
| Philippe Bonnardel (Red Star Club)                                     | 90  | 90 | 90 | 90 | 90 |     | 90 |
| Marcel Domergue (FC Sète)                                              | 90  |    | 90 | 90 | 90 | 90  |    |
| Michel Dupoix (Racing club de France) (1reet dernière sélection)       | 90  |    |    |    |    |     |    |
| François Hugues (Red Star Club)                                        |     | 90 |    |    |    |     | 90 |
| Ernest Clère (Olympique de Paris) (1reet dernière sélection)           |     | 90 |    |    |    |     |    |
| Antoine Parachini (FC Sète) (uniques sélections)                       |     |    | 90 | 90 | 90 |     |    |
| Jean Batmale (Stade rennais) (dernières sélections)                    |     |    |    |    | 90 | 90  |    |
| Albert Jourda (FC Sète) (7eet dernière sélection)                      |     |    |    |    |    | 90  |    |
| René Dedieu (SC Nîmes) (1resélection)                                  |     |    |    |    |    |     | 90 |
| Attaquants                                                             |     |    |    |    |    |     |    |
| Raymond Dubly (Racing Club de Roubaix)                                 | 90  | 90 | 90 | 90 | 90 |     |    |
| Ernest Gross (Red Star Strasbourg) (1resélection)                      | 90  | 90 | 90 |    |    | 90  |    |
| Gérard Isbecque (Racing Club de Roubaix) (dernières sélections)        | 90  | 90 |    |    |    |     | 90 |
| Jean Boyer (Olympique de Marseille)                                    | 25  | 90 | 90 | 90 | 90 |     |    |
| Robert Accard (Havre AC)                                               | r65 | 90 |    |    |    |     |    |
| Albert Rénier (Havre AC) (dernières sélections)                        | 90  |    |    |    |    | 45  | 90 |
| Jules Dewaquez (Olympique de Paris)                                    |     |    | 90 | 90 | 90 | 90  |    |
| Paul Nicolas (Red Star Club)                                           |     |    | 90 | 90 | 90 |     |    |
| Édouard Crut (Gallia Club Lunel/Olympique de Marseille) (1resélection) |     |    |    | 90 | 90 | 90  |    |
| Robert Dufour (Olympique de Paris) (1reet dernière sélection)          |     |    |    |    |    | 90  |    |
| Pierre Chesneau (FC Blidéen) (1reet dernière sélection)                |     |    |    |    |    | r45 |    |
| Louis Bloquel (US Boulonnaise) (1resélection)                          |     |    |    |    |    |     | 90 |
| Raymond Sentubéry (Club français) (1resélection)                       |     |    |    |    |    |     | 90 |
| Serge Denis (AF Garenne-Colombes) (1reet dernière sélection)           |     |    |    |    |    |     | 90 |